# Empusella
Empusella é um género botânico pertencente à família das orquídeas (Orchidaceae).